# The Pros and Cons of Hitch Hiking
The Pros and Cons of Hitch Hiking este un album tematic al muzicianului englez Roger Waters. Waters a fost asistat la înregistrarea discului de dirijorul Michael Kamen, actorul Jack Palance, saxofonistul David Sanborn și chitaristul Eric Clapton. Albumul a primit Discul de Aur în aprilie 1995. 

## Lista pieselor
1. "4:30 AM (Apparently They Were Travelling Abroad)" (3:12)
2. "4:33 AM (Running Shoes)" (4:08)
3. "4:37 AM (Arabs with Knives and West German Skies)" (2:17)
4. "4:39 AM (For The First Time Today, Part 2)" (2:02)
5. "4:41 AM (Sexual Revolution)" (4:49)
6. "4:47 AM (The Remains of Our Love)" (3:09)
7. "4:50 AM (Go Fishing)" (6:59)
8. "4:56 AM (For The First Time Today, Part 1)" (1:38)
9. "4:58 AM (Dunroamin, Duncarin, Dunlivin)" (3:03)
10. "5:01 AM (The Pros and Cons of Hitch Hiking, Part 10)" (4:36)
11. "5:06 AM (Every Stranger's Eyes)" (4:48)
12. "5:11 AM (The Moment of Clarity)" (1:28)

- Toate cântecele au fost scrise de Roger Waters.

## Single-uri
- "5:01 AM (The Pros and Cons of Hitch Hiking, Part 10)" (1984)